# Tzinacantepec
Tzinacantepec är en ort i Mexiko.   Den ligger i kommunen Tlatlauquitepec och delstaten Puebla, i den sydöstra delen av landet, 180 km öster om huvudstaden Mexico City. Tzinacantepec ligger 2 061 meter över havet och antalet invånare är 899.
Terrängen runt Tzinacantepec är lite bergig, och sluttar norrut. Runt Tzinacantepec är det ganska tätbefolkat, med 134 invånare per kvadratkilometer. Närmaste större samhälle är Teziutlan, 14,2 km öster om Tzinacantepec. I omgivningarna runt Tzinacantepec växer huvudsakligen savannskog.